# Edeltraud Koch
Edeltraud Koch, nach Heirat Edeltraud Röken, (* 13. September 1954 in Hamm) ist eine ehemalige deutsche Schwimmerin, die bei den Europameisterschaften 1970 eine Bronzemedaille gewann.

## Karriere
Die 1,79 Meter große Edeltraud Koch begann ihre Karriere beim SC Rote Erde Hamm; sie wechselte dann zu den Wasserfreunden Wuppertal. Bei deutschen Meisterschaften konnte sie keinen Titel gewinnen, da in ihrer Spezialdisziplin, dem Schmetterlingsschwimmen, Heike Hustede-Nagel lange Zeit dominierte.
Bei den Europameisterschaften 1970 in Barcelona siegte über 100 Meter Schmetterling die Ungarin Andrea Gyarmati vor Helga Lindner aus der DDR, Edeltraud Koch erschwamm mit 0,2 Sekunden Rückstand auf Lindner die Bronzemedaille.
1972 bei den Olympischen Spielen in München erreichten über 100 Meter Schmetterling drei Schwimmerinnen aus der Bundesrepublik Deutschland das Halbfinale. Während Gudrun Beckmann das Finale erreichte, schieden Edeltraud Koch als Zehnte und Heike Nagel als Elfte im Halbfinale aus. Die bundesdeutsche 4-mal-100-Meter-Lagenstaffel erreichte das Finale in der Besetzung Annegret Kober, Verena Eberle, Edeltraud Koch und Jutta Weber mit der achtschnellsten Zeit. Im Endlauf schwammen Silke Pielen, Verena Eberle, Gudrun Beckmann und Heidemarie Reineck zur Bronzemedaille. Nach den bis 1980 gültigen Regeln erhielten Schwimmerinnen, die nur im Staffelvorlauf eingesetzt wurden, keine Medaillen.